# Geranomyia diargyria
Geranomyia diargyria är en tvåvingeart som först beskrevs av Alexander 1941.  Geranomyia diargyria ingår i släktet Geranomyia och familjen småharkrankar.
Artens utbredningsområde är Peru. Inga underarter finns listade i Catalogue of Life.